# Pelle Gudmundsen-Holmgreen
Pelle Gudmundsen-Holmgreen est un compositeur danois, né à Copenhague le 21 novembre 1932 et mort le 27 juin 2016. 

## Biographie
Pelle Gudmundsen-Holmgreen a gagné le Prix de Musique du Conseil nordique en 1980 pour son « Symfoni/Antifoni ».

## Œuvres complètes
- Variationsrække over eget tema for solocello (1955)
- Vandringen (kor 1956)
- 5 sange (soprano, fløjte, violin, viola og cello – 1958)
- op. 5 Strygekvartet nr. 1 (1959)
- op. 8 Variations (klaver 1959)
- Strygekvartet nr. 2 (Quartetto facile – 1959)
- Strygekvartet nr. 3 (5 Small Studies – 1959)
- 2 Improvisations (kammerensemble 1961)
- In terra pax (klarinet, to slagtøjsspillere og klaver – 1961)
- Chronos (kammerorkester 1962)
- 3 Epigrammer (klaver 1962)
- Mester Jakob (kammerorkester 1964)
- Collegium Musicum Koncert (orkester 1964)
- Symfoni (1965)
- Repriser (kammerensemble 1965)
- Fem Stykker (orkester 1966)
- Je ne me tairai jamais, jamais (kor og ensemble – 1966)
- Tricolore I (orkester 1966)
- 3 Sange til tekster af Politiken (sang og instrumenter 1966)
- Strygekvartet nr. 4 (1967)
- Kanon (kammerensemble 1967)
- Tricolore III (orkester 1967)
- Re-repriser (kammerensemble 1967)
- Piece by Pjece (orkester 1968)
- Udstillingsbilleder (klaver – 1968)
- 3 satser for strygere og fåreklokker (orkester 1968)
- Variationer til Moster Rix (kammerensemble 1968)
- Udstillingsbilleder (klaver 1968)
- Konstateringer (kor 1969)
- Tricolore IV (orkester 1969)
- Prelude and Fugue (blæsere 1969)
- Terrasse i 5 Afsatser (kammerensemble 1970)
- Plateaux pour deux (cello og to bilhorn – 1970)
- Eksempler (kor 1970)
- Solo for el-guitar (1972)
- Mirror II (kammerensemble 1973/75)
- Spejl (orkester 1974)
- Mirror III (orgel 1974)
- 2 fl, trp, 2 vlc, 2 cb
- Re-Cycling (kammerensemble 1975)
- Lys (kor og instrumenter 1976)
- Songs Without (sang og instrumenter 1976)
- Passacaglia (tabla, klarinet, violin, cello og klaver 1977)
- Symfoni, Antifoni (orkester 1977)
- Præludium til din tavshed (kammerensemble 1978)
- Din Tavshed (sopran, fløjte, basklarinet, slagtøj, klaver, viola og cello – 1978)
- Spejlstykker (klarinet, cello og klaver – 1980)
- Strygekvartet nr. 6 (Parting – 1983)
- Strygekvartet nr. 7 (Parted – 1984)
- Tilfældigheden og nødvendigheden (kor og orkester 1985)
- Triptykon (slagtøj og orkester 1985)
- Ground (strygekvartet 1986)
- Nær og Fjern (kammerensemble 1987)
- reTURNING (kammerensemble 1987)
- Trois Poemes de Samuel Becektt (kor 1989)
- Octopus (orgel – 1989/1992)
- Concerto grosso for strygekvartet og orkester (1990)
- Skabelsen – den 6. dag (violin og dobbeltkor – 1991)
- For Piano (1992)
- Antiphony Rag (klaver 1993)
- Turn (sang og instrumenter 1993)
- Trafik (kammerensemble 1994)
- Double (violin og klaver – 1994)
- Territorialsang (kammerensemble 1995)
- Cellokoncert (1996)
- For cello og orkester (1996)
- Blæs på Odysseus (kor og instrumenter 1998)
- Countermove (orgel 1999)
- Stepping Still (kammerensemble 1999)
- In Triplum (orgel 1999)
- Still, Leben (orgel 1999)
- Arkaisk Procession (orgel 2000)
- In triplum I-III (1999) orgel
- Det er så favrt i Jelling at hvile (orgel 2000)
- Caravanfanfan-farefare No.1 (kammerensemble 2001)
- Caravanfanfan-farefare No.2 (kammerensemble 2001)
- Caravanfanfan-farefare No.3 (kammerensemble 2001)
- Fire Madrigaler fra Den Naturlige Verden (kor 2001)
- Sound / Sight (kor 2001)
- For violin og orkester (2002)
- Arkaisk procession (orgel 2002)
- Spejlkabinet (orgel 2002)
- For små – og lidt større hænder (klaver 2003)
- Portræt (kammerensemble 2004)
- Moving Still (fortæller, bånd og strygekvartet – 2004)
- Plateaux pour Piano et orchestre (2005)
- Last Ground (strygekvartet og bånd 2006)
- Moments Musicaux (kammerensemble 2006)
- Igen (kor 2006)
- Convex-Concave-Concord (2008)